# Dia Nacional do Cigano
O Dia Nacional do Cigano é comemorado oficialmente no Brasil no dia 24 de maio. Foi comemorado pela primeira vez em 24 de maio de 2007, com uma programação especial da Secretaria Especial de Políticas de Promoção da Igualdade Racial (Seppir). Como parte da programação, foi lançado o carimbo e o selo cigano, pelas Empresas Brasileiras de Correios e Telégrafos (ECT), em homenagem ao fato histórico da participação do povo cigano na facilitação das comunicações. Também foi feito o anúncio da Cartilha de Direitos da Etnia Cigana, por meio da Secretaria Especial dos Direitos Humanos. O povo cigano inclui os Roms, Sintos e Calons, grupos formados  da diáspora de um povo nômade originário do norte da Índia, que passou por várias regiões do Oriente Médio e Europa, e depois espalhou-se por outros continentes.
O Dia Nacional do Cigano foi instituído em 25 de maio de 2006 por meio de decreto assinado pelo presidente Luiz Inácio Lula da Silva, em reconhecimento à contribuição da etnia cigana na formação da história e da identidade cultural brasileira. No calendário cigano, o dia 24 de maio é dedicado a Santa Sara Kali, padroeira dos povos ciganos. Não obstante a importância da data, ainda são escassas as políticas públicas de integração do povo cigano, persistindo grande parcela sem contar com ações em favor de registro civil, saúde e educação.
Em Portugal, o Dia Nacional do Cigano é comemorado em 24 de junho, festa de S. João Batista, dia tradicionalmente festejado pelos ciganos desse país.
Em 8 de abril é comemorado o Dia Internacional dos Ciganos (International Roma Day), que são a maior minoria étnica na Europa, perfazendo 8 milhões de pessoas. O Dia Internacional dos Ciganos foi criado pela Organização das Nações Unidas (ONU) em 1971, por meio de ampla campanha liderada pelo ator americano cigano Yull Briner